# Llinars de l'Aiguadora
Llinars de l’Aiguadora, actual cap del municipi de Castellar del Riu (Berguedà), situat al vessant esquerre de l'aigua d’Ora (coneguda també com aigua de Llinars en el seu curs superior), afluent del Cardener.

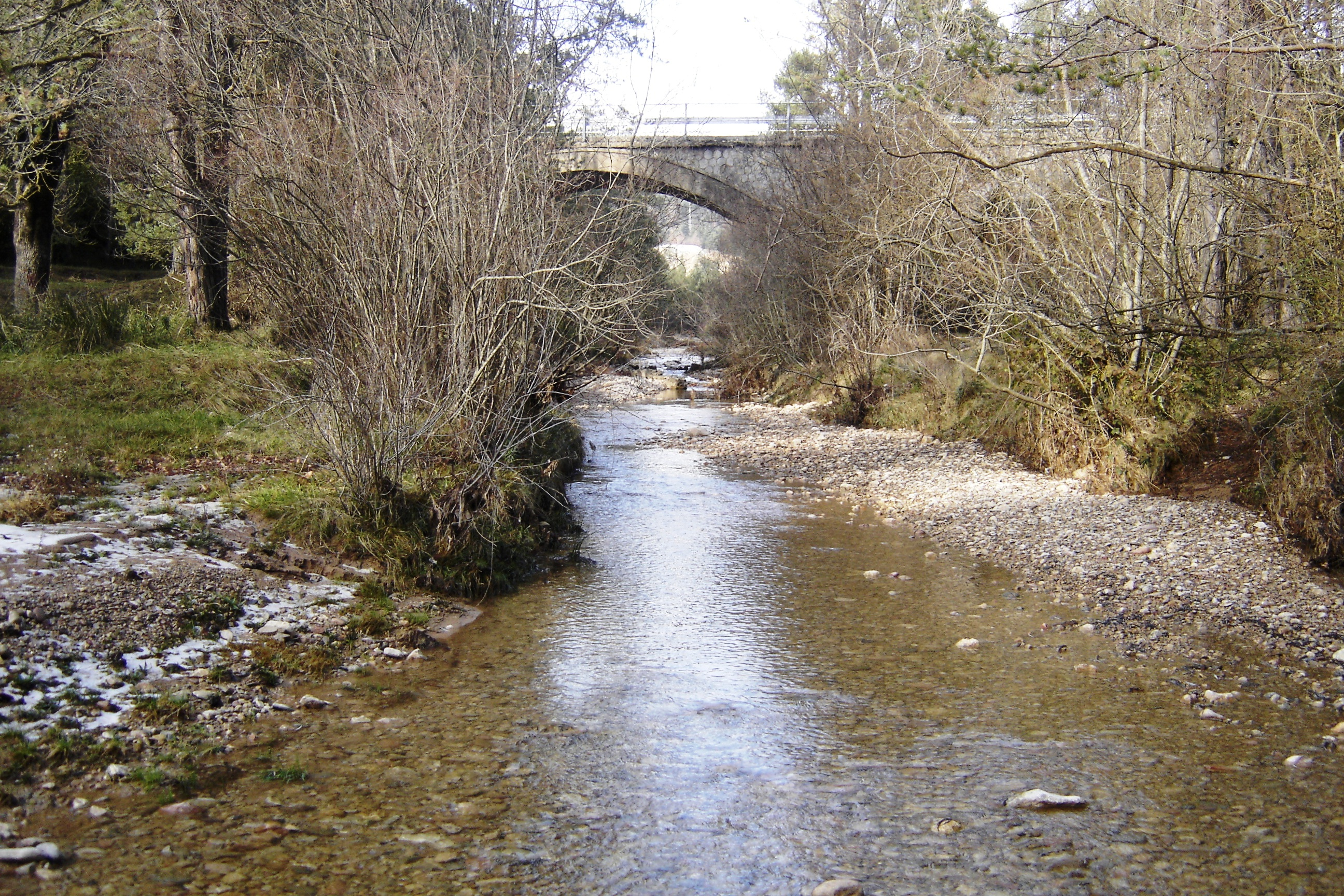
Aigua de Llinars

En realitat no hi ha un nucli de població, sinó que es tracta de cases disperses. El 2009 hi constaven empadronats 31 habitants.
Pertanyia històricament al Solsonès i, per tant, al vescomtat de Cardona. Fins al 1840 va ser un municipi independent. El lloc de Llinars de l'Aiguadora és documentat des del segle IX i fou un dels punts claus de la repoblació del comte Guifré el Pelós a la vall de Lord en el curs de l'any 872 fins a 878. En aquest segle el bisbe Galderic de la Seu d'Urgell hi organitzà la primera vida parroquial i el nucli reeixí durant l'alta edat mitjana. Aquesta primera organització va permetre que l'església obtingués drets sobre les noves esglésies establertes a Sisquer, Castelltort, Selva, Tentellatge, Valldora, el Cint, la Mora, Travil, Terrers i la Pedra. Algun d’aquests drets van ser usurpats pel comte Sunifred II d’Urgell i el bisbe Guisad II en reclamava la restitució pels voltants de l’any 948.
L'església de Sant Iscle i Santa Victòria de Llinars de l'Aiguadora és una església parroquial bastida a finals del segle xvii o principis del XVIII, a partir de models del barroc rural. Consta d'una sola nau amb capelles laterals, presbiteri quadrat i la façana oberta al mur de migdia, on s'hi varen encastar unes laudes sepulcrals d'època romànica.